# Charly Lownoise & Mental Theo

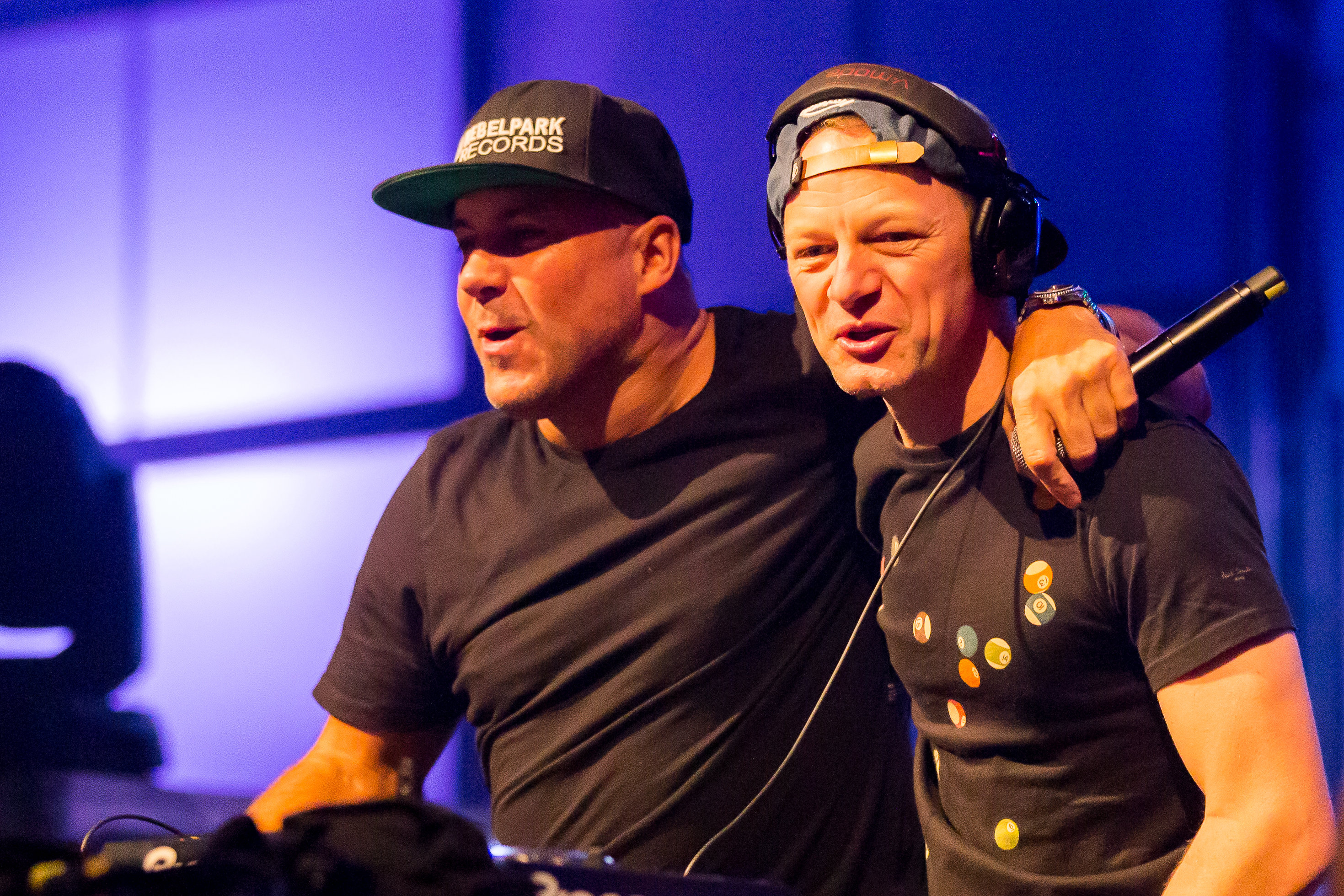
Mental Theo (links) und Charly Lownoise (rechts)

Charly Lownoise & Mental Theo waren ein niederländisches DJ- und Produzenten-Duo, bestehend aus Charly Lownoise (Ramon Reloefs) und Mental Theo (Theo Nabuurs). Sie wurden mit Happy-Hardcore-Tracks bekannt, legen aber auch Gabber auf.

## Geschichte
Das Duo gründete sich 1991 in Utrecht und war bis 1993 unter dem Namen Speedcity auf Tour. Als „Charly Lownoise & Mental Theo“ veröffentlichten sie auf Roelofs’ Label mehrere erfolgreiche Platten. Größere Hits waren Wonderful Days, Stars und Your Smile.
2001 löste sich das Duo auf und beide gingen wieder getrennte Wege. Ende Januar 2005 erschien ein Best-of-Album von Charly Lownoise & Mental Theo mit dem Titel Thank You Ravers.
Ab 2013 folgten wieder regelmäßig gemeinsame Auftritte, darunter bei Festivals wie Mayday, Nature One, Tomorrowland, Defqon.1 und diversen 90er-Jahre-Events.
Am 8. und 9. Februar 2019 feierte das Duo den 25. Geburtstag mit zwei ausverkauften Shows im Ziggo Dome in Amsterdam.
Am 15. Juli 2022 kündigten die beiden das Ende ihrer gemeinsamen Karriere an und gaben bekannt, in Zukunft getrennte Wege gehen zu wollen. Als Abschieds-Single veröffentlichte das Duo das Video „The Last Goodbye“ auf YouTube.

## Diskografie

### Studioalben
| Jahr | Titel Musiklabel            | Höchstplatzierung, Gesamtwochen, AuszeichnungChartplatzierungen (Jahr, Titel, Musiklabel, Platzierungen, Wochen, Auszeichnungen, Anmerkungen) | Höchstplatzierung, Gesamtwochen, AuszeichnungChartplatzierungen (Jahr, Titel, Musiklabel, Platzierungen, Wochen, Auszeichnungen, Anmerkungen) | Höchstplatzierung, Gesamtwochen, AuszeichnungChartplatzierungen (Jahr, Titel, Musiklabel, Platzierungen, Wochen, Auszeichnungen, Anmerkungen) | Anmerkungen                            |
| Jahr | Titel Musiklabel            | DE | CH | NL | Anmerkungen                            |
| ---- | --------------------------- | --- | --- | --- | -------------------------------------- |
| 1995 | Charlottenburg Urban        | DE27 (14 Wo.)DE | CH43 (2 Wo.)CH | NL9 (24 Wo.)NL | Erstveröffentlichung: 1995             |
| 1996 | Old School Hardcore Polydor | — | — | NL5 (19 Wo.)NL | Erstveröffentlichung: 1996             |
| 1996 | On Air Polydor              | DE26 (9 Wo.)DE | — | NL10 (16 Wo.)NL | Erstveröffentlichung: 28. Oktober 1996 |

### Kompilationen
| Jahr | Titel Musiklabel                           | Höchstplatzierung, Gesamtwochen, AuszeichnungChartsChartplatzierungen (Jahr, Titel, Musiklabel, Platzierungen, Wochen, Auszeichnungen, Anmerkungen) | Anmerkungen                           |
| Jahr | Titel Musiklabel                           | NL | Anmerkungen                           |
| ---- | ------------------------------------------ | --- | ------------------------------------- |
| 2003 | Speedcity Sony BMG Music Entertainment     | NL12 (27 Wo.)NL | Erstveröffentlichung: 2003            |
| 2019 | The Best Of – 25 Years Anniversary Cloud 9 | NL83 (2 Wo.)NL | Erstveröffentlichung: 1. Februar 2019 |

Weitere Kompilationen
- 1998: Kiss Your Sweet Ears Goodbye!! (Master Maximum Records)
- 2005: The Best Of – Thank You Ravers (CD + DVD) (EMI Music)
- 2006: Speedcity – The Greatest Hits (Sony BMG Music Entertainment)

### EPs
- 1993: Blast E.P. (Master Maximum Records)
- 1993: Tears E.P. (Master Maximum Records)
- 1996: Party E.P. (Master Maximum Trance Traxx)

### Singles
| Jahr | Titel Album                                              | Höchstplatzierung, Gesamtwochen, AuszeichnungChartplatzierungen (Jahr, Titel, Album, Platzierungen, Wochen, Auszeichnungen, Anmerkungen) | Höchstplatzierung, Gesamtwochen, AuszeichnungChartplatzierungen (Jahr, Titel, Album, Platzierungen, Wochen, Auszeichnungen, Anmerkungen) | Höchstplatzierung, Gesamtwochen, AuszeichnungChartplatzierungen (Jahr, Titel, Album, Platzierungen, Wochen, Auszeichnungen, Anmerkungen) | Höchstplatzierung, Gesamtwochen, AuszeichnungChartplatzierungen (Jahr, Titel, Album, Platzierungen, Wochen, Auszeichnungen, Anmerkungen) | Anmerkungen                                            |
| Jahr | Titel Album                                              | DE | AT | CH | NL | Anmerkungen                                            |
| ---- | -------------------------------------------------------- | --- | --- | --- | --- | ------------------------------------------------------ |
| 1995 | Wonderful Days Charlottenburg                            | DE8 (24 Wo.)DE | — | CH16 (12 Wo.)CH | NL2 Gold · (13 Wo.)NL | Erstveröffentlichung: 1995                             |
| 1995 | Together In Wonderland Charlottenburg                    | — | — | — | NL4 (9 Wo.)NL | Erstveröffentlichung: 1995                             |
| 1995 | The Bird Charlottenburg                                  | — | — | — | NL14 (6 Wo.)NL | Erstveröffentlichung: 18. August 1995                  |
| 1995 | Stars Charlottenburg                                     | DE10 (20 Wo.)DE | — | CH20 (11 Wo.)CH | NL2 (10 Wo.)NL | Erstveröffentlichung: 1995                             |
| 1995 | This Christmas Charlottenburg                            | DE30 (6 Wo.)DE | — | — | NL19 (4 Wo.)NL | Erstveröffentlichung: 1995                             |
| 1996 | Your Smile On Air                                        | DE25 (11 Wo.)DE | — | CH35 (3 Wo.)CH | NL3 (11 Wo.)NL | Erstveröffentlichung: 1996                             |
| 1996 | Fantasy World On Air                                     | DE33 (8 Wo.)DE | — | — | NL2 (9 Wo.)NL | Erstveröffentlichung: 17. Juni 1996                    |
| 1996 | Hardcore Feelings On Air                                 | DE15 (14 Wo.)DE | — | — | NL2 (10 Wo.)NL | Erstveröffentlichung: 1996                             |
| 1996 | Streetkids On Air                                        | — | — | — | NL6 (8 Wo.)NL | Erstveröffentlichung: 1996                             |
| 1997 | Party The Best Of – 25 Years Anniversary                 | DE25 (9 Wo.)DE | — | — | NL6 (6 Wo.)NL | Erstveröffentlichung: 27. Januar 1997                  |
| 1997 | Just Can’t Get Enough The Best Of – 25 Years Anniversary | DE28 (8 Wo.)DE | — | — | NL11 (6 Wo.)NL | Erstveröffentlichung: 16. Juni 1997                    |
| 1998 | Next 2 Me The Best Of – 25 Years Anniversary             | DE35 (4 Wo.)DE | — | — | NL16 (5 Wo.)NL | Erstveröffentlichung: 1998                             |
| 2001 | Wonderful Days –                                         | DE4 (10 Wo.)DE | AT7 (16 Wo.)AT | CH97 (1 Wo.)CH | — | Erstveröffentlichung: 8. Oktober 2001 pres. Starsplash |
| 2007 | Wonderful Days 2.08 - The Remixes –                      | — | — | — | NL27 (5 Wo.)NL | Erstveröffentlichung: 2007                             |

Weitere Singles
- 1993: Flight To Frankfurt
- 1993: Holland
- 1993: Tiroler Kaboemsch
- 1993: The Bird
- 1994: Kiss The Ground
- 1994: Live At London
- 1996: In The Mix
- 2000: Girls
- 2001: Wonderful Days / Is There Anybody Out There
- 2004: Speedcity Megamix
- 2007: All I Wanna Do Is F*ck With The DJ
- 2007: DJ Fuck / Tiroler Kaboemsch / Ultimate Sextrack / Verrotted
- 2007: Live At London / 1,2,3 for Germany / The Bird / Rebel
- 2007: Wonderful Days / Wonderfull Days / Motherfuck / Speedcity
- 2021: Koning voetbal dit ek (feat. Wesley Sneijder)
- 2022: Last Goodbye